# 阿姆賈德·阿特萬
阿姆賈德·阿特萬（英語：Amjad Attwan，1997年3月12日—）為伊拉克職業足球運動員，目前效力於伊拉克超級足球聯賽納夫艾華薩特體育俱樂部。

## 國際賽初登場
2016年3月18日，阿特萬在一場伊拉克和敘利亞的友誼賽，成為他國際賽初登場。

## 外部連結
- Soccerway.com （页面存档备份，存于）

Template:2016年奧運會男子足球伊拉克參賽名單